# Hermann Klein (Politiker)
Friedrich Hermann Klein (* 25. Juli 1878 in Kubach im Landkreis Limburg-Weilburg; † 30. Juni 1960 ebenda) war ein deutscher Landwirt und Mitglied des Provinziallandtages der Provinz Hessen-Nassau.

## Leben
Hermann Klein wurde als Sohn des Gastwirts und Bierbrauers Friedrich Ludwig Klein und dessen Ehefrau Johannette Christine Assler geboren.
Er übernahm den elterlichen Landwirtschaftsbetrieb, engagierte sich politisch und trat der Deutschen Volkspartei bei.
Von 1921 bis 1925 hatte er ein Mandat für den Nassauischen Kommunallandtag des preußischen Regierungsbezirks Wiesbaden bzw. für den Provinziallandtag der Provinz Hessen-Nassau, wo er für den Wahlkreis Oberlahnkreis Mitglied des Bauausschusses bzw. des Provinzialausschusses war.